# Gruppo Coin
Gruppo Coin S.p.A. è una società per azioni italiana che operava nel settore della vendita d'abbigliamento composto da importanti società nel mercato italiano della vendita di abbigliamento al dettaglio, distributrici di marchi di prestigio e produttrici di proprie collezioni. Oltre all’abbigliamento offriva accessori, profumeria ed articoli per la casa. Il Gruppo Coin S.p.A. controllava interamente la Coin S.r.l. con le insegne Coin, Coin Excelsior e Coincasa e la Excelsior Milano S.r.l. con l'omonima insegna ed era socio di riferimento dell'OVS S.p.A.

## Storia

### Dalla nascita agli anni novanta
Vittorio Coin di Pianiga, un piccolo centro del veneziano, era un venditore di generi vari che nel 1916 ottenne anche la licenza di ambulante per la vendita di tessuti e mercerie. Grazie ai numerosi figli avvenne l'ampliamento dell'attività imprenditoriale e, tra il 1930 e il 1931, venne abbandonato definitivamente il commercio ambulante e la famiglia si dedicò al rafforzamento degli esercizi commerciali, introducendo anche dal 1934 nuovi prodotti di vendita come confezioni e abbigliamento. Nel 1939 i Coin costituirono la SACMA (Società Anonima Commercio Manifatture e Affini) che nel 1941 rilevava tutti gli esercizi intestati a Vittorio facendo così cessare lo stato di ditta individuale. Nel 1950 fu modificata in società per azioni con il nome di Coin S.p.A..
Durante gli anni sessanta Coin sviluppa il modello di grande magazzino con vendita a reparti; si espandono i settori merceologici con l'introduzione di articoli casalinghi, sportivi, giocattoli, profumeria e pelletteria. Al fine di espandere ulteriormente la presenza del gruppo in periferia e nei piccoli centri, nel 1968 viene lanciata una nuova catena di magazzini chiamata le Coinette, dai quali nascono poi i negozi Oviesse, Organizzazione Vendite Speciali, che offrono ai consumatori gli articoli invenduti dei magazzini Coin a prezzi di saldo. La divisione Oviesse, ridenominata OVS, diventa autonoma nel 1972. Nel 1980 viene creata la holding Selefin S.p.A. per la gestione delle varie società operative e nel 1997 viene creato il Gruppo Coin, tra i più importanti in Italia nelle vendite al dettaglio. L'anno successivo il gruppo acquisisce per 2,7 miliardi i 167 magazzini del ramo di azienda non alimentare della Standa e in gran parte verranno convertiti in OVS, una decina in Coin e i restanti venduti alla multinazionale francese Fnac o ad altri operatori della GDO, oppure dismessi. Nel 1999 si quota alla Borsa di Milano dalla quale verrà revocata nel 2011.

### Anni 2000
Nel maggio 2005 la famiglia vende il pacchetto di maggioranza al fondo di investimenti pan-europeo PAI Partners, tramite la società veicolo Canaletto Investimenti S.p.A. e nell'ottobre 2008 il gruppo annuncia l'acquisizione del 100% del capitale sociale di Tre.bi Spa, società proprietaria della catena di negozi di abbigliamento Melablu. L'operazione coinvolge i sessanta punti di vendita diretti a insegna Melablu perlopiù localizzati in Lombardia, Piemonte e alcuni centri commerciali del Veneto e del sud Italia, e un giro d'affari per l'anno 2007 di circa 100 milioni di euro. Tutti i negozi verranno convertiti in OVS, Outlet Coin e Coin Factory Store. tranne un paio che verranno chiusi. Nel 2009 la presenza in Veneto dei negozi OVS è ulteriormente rafforzata grazie all'acquisizione dei grandi magazzini DEM, insegna veronese che conta una ventina di punti vendita tra Veneto, Friuli e Lombardia orientale. Nel dicembre 2009 il gruppo acquisisce la UPIM dalla concorrente La Rinascente e la maggioranza della rete di vendita passa gradualmente a insegna OVS e una decina di negozi a insegna Coin. Il resto dei negozi mantiene il marchio Upim e circa una decina di magazzini diventano Upim Pop. Il gruppo con l'acquisizione della Upim apre per la prima volta nelle città di Lecco, Messina, Novara, Pavia, Ravenna, Reggio Calabria e Terni, mentre a Parma sostituisce la vecchia sede.

### Anni 2010
Da maggio 2011 il gruppo è controllato dal fondo inglese BC Partners con sede a Londra e uffici a Milano, New York, Parigi e Amburgo, in coinvestimento con Investindustrial e Ontario Teachers Pension Plan e con il management che da settembre, in seguito al successo dell'OPA possiedono l'intero capitale sociale. Nel dicembre 2011, l’offerta di OVS si completa con l’acquisizione di IANA S.p.A., marchio specializzato nell’abbigliamento per bambino. Nasce così OVS Kids. Nel luglio del 2012 si accorda con la società Bernardi per l'acquisizione di 104 negozi. Il 1º agosto 2014 il ramo d'azienda OVS-UPIM viene scorporato dal Gruppo Coin, fortemente indebitato, conferendo le attività alla nuova società OVS S.p.A, quotata in Borsa. A queste attività nel 2016 si aggiunge la COSI – Concept of Style Italy – S.p.A.. Nel 2016 il Gruppo Coin Food S.p.A con il marchio Eat’s viene venduto alla Eat’s Italia S.r.l..
Il 1º gennaio 2017 alla newco Coin S.r.l., interamente controllata dal Gruppo Coin, è stato conferito il ramo d'azienda commerciale sotto le insegne Coin, Coin Excelsior e Coincasa, mentre alla Excelsior Milano S.r.l., sempre con l'unico socio Gruppo Coin, è stato conferito il ramo d'azienda di commercio al dettaglio sotto l'insegna Excelsior Milano, il grande multistore in Corso Vittorio Emanuele a Milano. Nel maggio 2017 viene dato incarico alla Rothschild per la vendita dei grandi magazzini Coin. Nel settembre 2017 il Gruppo Coin scende ancora nel capitale OVS, dopo avere avviato già a partire dal 2016 una serie di collocamenti sul mercato, arrivando al 17,8%.
All'inizio del 2018 il fondo BC Partners ha ceduto la catena di retail per un valore d'impresa, debiti compresi, di una settantina di milioni di euro a Centenary S.p.A., una newco formata da un gruppo di manager e di imprenditori. Regista dell'operazione di management buyout Stefano Beraldo, l'amministratore delegato di OVS che nel 2005 aveva rilevato per conto di PAI Partners il gruppo dalla famiglia Coin.
Nel mese di dicembre 2019, Giovanni Tamburi, tramite Tamburi Investment Partners, comunica di avere superato la soglia di rilevanza del 3% nel capitale di OVS. A questa prima mossa seguirà l'acquisto di 40,5 mln di azioni a 1,85 da BC Partners. Tamburi, salito al 22% circa del capitale, risulta essere oggi l'azionista di riferimento del Gruppo OVS.

## Marchi
- Coin: Coin, Coin Excelsior e Coincasa;
- Excelsior Milano: multistore a Milano esteso su sette piani, nato dopo la trasformazione di un ex cinema, diventato un esclusivo e innovativo magazzino di lusso con un design contemporaneo e tecnologico con la presenza anche di cibi raffinati. L'assortimento di moda, comprendente anche l'abbigliamento sportivo delle migliori aziende, è diviso per stile e look e non per marca.

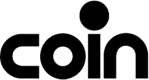
Logo Coin
Logo Excelsior

### Ex marchi
- Act
- Bernardi
- Bimbus
- COSI – Concept of Style Italy
- Gruppo Coin Food
- Iana
- Kid's Planet
- La Standa (marchio utilizzato in concessione dal 1999 al 2003)
- Melablu
- OVS
- UPIM

Logo La Standa
Logo Eat's
Logo OVS
Logo vecchio dell'UPIM
Logo CROFF
Logo Bernardi

## Azionariato
Sino all'inizio del 2018 l’intero capitale sociale di Coin era detenuto da Icon 2, con sede legale in Lussemburgo, a sua volta interamente posseduta da Icon 1, sempre in Lussemburgo. Icon 1 è, a sua volta, posseduta per l'80,81% dai fondi BC European Capital, "gestiti in via del tutto discrezionale e indipendente da CIE Management, in qualità di socio gestore che ha la facoltà di determinare le relative decisioni di voto", per il 13,68% dall’Ontario Teachers Pension Plan, per il 4,56% dal fondo Investindustrial (tramite GB Holdings) e per l’1,245% dai manager. Questi fondi fanno capo a BC Partners, che è poi il private equity che, nel 2011, l'ha comprata dal fondo PAI Partners.
Nel 2018, grazie ad un'operazione di management buyout condotta sotto la regia di Stefano Beraldo, la proprietà è stata ceduta da BC Partners a Centenary S.p.A., una newco formata da un gruppo di dirigenti del Gruppo Coin (tra cui Ugo Turi, Alessandro Faccio, Alessandro Massa) e da alcuni imprenditori (Enzo De Gasperi, Alessandro Bastagli, Jonathan Kafri, Giorgio Rossi, il trust Elarof).